# Stinkfist
«Stinkfist» (с англ. — «Вонючий кулак») — песня американской метал-группы Tool и первый сингл с их второго студийного альбома Ænima.

## Интерпретации
Название песни, текст и предполагаемая тематика вызвали изменения в первоначально выпущенной версии для телеканалов и радиопрограмм, которые также сократили трек. Группой Skinny Puppy был сделан ремикс на песню.
Кинан сказал, что использование слов «вонь» и «кулак» и возникающие в результате ассоциации с фистингом на самом деле является метафорой на работу с другом Кинана и барабанщиком Tool Дэнни Кэри, который «не боится испачкать руки», а не «описание» секс-термина. Наоборот, фистинг — это метафора истинной причины «недуга».

## Музыкальное видео
Музыкальное видео на «Stinkfist» было создано с использованием техники покадровой анимации и было снято гитаристом группы Адамом Джонсом (у которого до этого был опыт работы постановщиком и с анимацией). Видео начинается с кадра пустой банки, электрических токов и запыленного экрана телевизора, на котором появляется обложка альбома «Smoke Box». Клип фокусируется на двух представителях расы песчаных людей, мужчине и женщине. Они сосут трубки и глотают гвозди и провода, которые, по-видимому, причиняют им боль, и выбрасываются из их тел, после чего их кладут в банки и консервируют. У другой расы мутантов внутренности воткнуты в стену. В какой-то момент видео видно, как один из главных героев бреется и сдирает кожу песка, обнажая ещё один слой кожи, покрытый татуировками, покрывающими все тело. Ближе к концу видео главного героя мужского пола показывают со спины, на которой видна опухолевидная форма жизни, растущая из его левого плеча. Один рецензент сравнил визуальные эффекты с работами Ханса Гигера.
Видео получило широкую ротацию на MTV, хотя его показывали только под названием «Трек №1» вместо «Stinkfist». MTV рассудило, что «Stinkfist» будет слишком оскорбителен для публики. Мэтт Пинфилд, ведущий программы «120 минут», в прямом эфире ответил на многочисленные жалобы по электронной почте, полученные от фанатов, сказав, что он ничего не может с этим поделать. Также он отвечал на это: «Если вы не знаете названия песни, идите и купите альбом». Видео заняло шестое место в рейтинге канала Scuzz среди 50 лучших музыкальных клипов всех времен по версии зрителей и первое место в списке «10 наиболее е*анутых видео».

## Список композиций
| №  | Название              | Длительность |
| -- | --------------------- | ------------ |
| 1. | «Stinkfist»           | 5:11         |
| 2. | «Hooker with a Penis» | 4:33         |

10"-виниловый сингл
| №  | Название    | Длительность |
| -- | ----------- | ------------ |
| 1. | «Stinkfist» | 5:11         |
| 2. | «Opiate»    | 5:20         |

| №  | Название     | Длительность |
| -- | ------------ | ------------ |
| 1. | «Sober»      | 5:06         |
| 2. | «Prison Sex» | 4:56         |

## Участники записи
- Мэйнард Джеймс Кинан — вокал
- Адам Джонс — гитара
- Джастин Чанселлор — бас-гитара
- Дэнни Кэри — ударные

## Чарты
| Чарт (1996)                         | Высшая позиция |
| ----------------------------------- | -------------- |
| США (Billboard Alternative Airplay) | 19             |
| США (Billboard Mainstream Rock)     | 17             |